# Alitalia

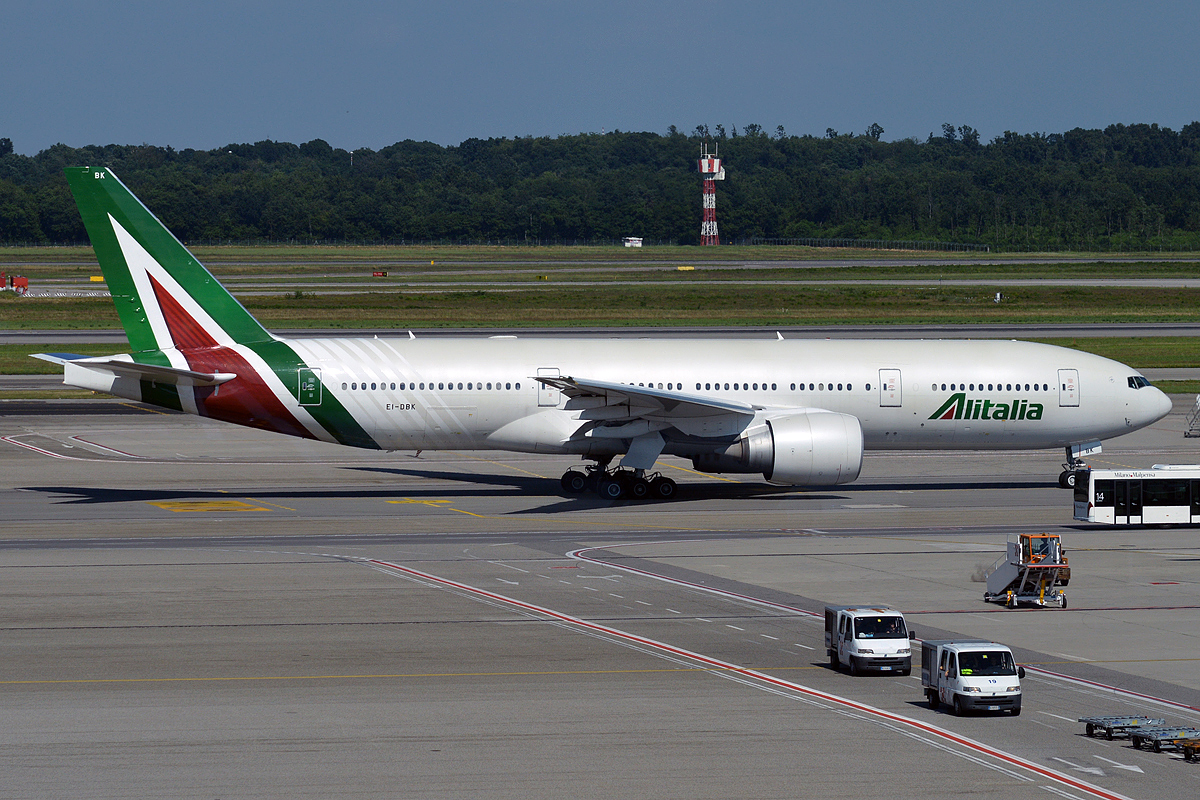
Boeing 777-200ER společnosti Alitalia na letišti v Tallinnu, 2016

Alitalia – compagnia aerea italiana S.p.A. (Italské aerolinie) byla italská letecká společnost z poloviny vlastněná státem. Název byl hrou se slovy: ali znamená křídla, Italia znamená Itálie. Základny měla na mezinárodních letištiích Řím–Fiumicino a Milán–Malpensa. Společnost byla členem aliance SkyTeam. V březnu 2017 společnost létala do 94 destinací. Spadala pod ní také regionální pobočka Alitalia CityLiner a nákladní Alitalia Cargo.
Dne 19. září 2008 společnost Alitalia bankrotovala, k zániku ale nedošlo. Společnost další roky čelila velkým finančním potížím a zůstávala funkční hlavně díky finanční podpoře italské vlády. Další bankrot proběhl v roce 2017. Problémy dovršila pandemie covidu-19, kdy se vláda snažila leteckou společnost prodat. To se ale nezdařilo a nakonec tak došlo ke znárodnění. Společnost definitivně ukončila činnost k 14. říjnu 2021. Některé její aktivity, část flotily, letištních slotů a zaměstnanců převzala nová státní společnost ITA Airways (Italia Trasporto Aereo).

## Letecké nehody
Tento výčet není kompletní
- Let Alitalia 404 – Společnost Alitalia měla v roce 1990 vážnou nehodu se strojem Mcdonnell Douglas DC-9 na letu 404. Příčinou katastrofy byl řízený let do terénu zapříčiněný chybou posádky a selhání přístroje na zachycení sestupové roviny a přístroje na varování před blízkostí země. Zahynulo všech 46 pasažérů a členů posádky.

## Flotila
K březnu 2017 se flotila Alitalia (mimo Alitalia CityLiner) skládala z následujících letadel:
| Letadla          | Počet | Objednávky | Cestující | Cestující | Cestující | Cestující | Poznámky |
| Letadla          | Počet | Objednávky | J         | Y+        | Y         | Celkem    | Poznámky |
| ---------------- | ----- | ---------- | --------- | --------- | --------- | --------- | -------- |
| Airbus A319-100  | 22    | —          | —         | —         | 144       | 144       |          |
| Airbus A320-200  | 42    | —          | —         | —         | 171       | 171       |          |
| Airbus A320-200  | 42    | —          | —         | —         | 174       | 174       |          |
| Airbus A321-100  | 12    | —          | —         | —         | 200       | 200       |          |
| Airbus A330-200  | 12    | —          | 20        | 17        | 219       | 256       |          |
| Airbus A330-200  | 2     | —          | 22        | —         | 240       | 262       |          |
| Boeing 777-200ER | 11    | —          | 30        | 24        | 239       | 293       |          |
| Boeing 777-300ER | 1     | —          | 30        | 24        | 328       | 382       |          |
| Celkem           | 102   | —          |           |           |           |           |          |